# ويليام بيير غودن
ويليام بيير غودن (بالفرنسية: Guillaume-Pierre Godin)‏ هو كاهن كاثوليكي فرنسي، ولد في 1260 في بايون في فرنسا، وتوفي في 4 يونيو 1336 في أفينيون في فرنسا.